# فاسيلي إروشينكو
فاسيلي ياكوفليفيتش إروشينكو (بالروسية: Василий Яковлевич Ерошенко)‏ (بالأوكرانية: Василь Якович Єрошенко)‏(12 يناير 1890 – 23 ديسمبر 1952) هو كاتب أعمى ومترجم وإسبرانتالي ولغوي ورحالة وشاعر ومعلم. كتب بالاسبرانتو واليابانية.

## حياة سابقة
في سن الرابعة أصيب بالحصبة ونتيجة لذلك أصيب بالعمى.

## حياة مهنية
من عام 1907 إلى عام 1914 عمل عازفًا للكمان في أوركسترا موسكو للمكفوفين. في هذا الوقت تقريبًا درس الإسبرانتو، وكذلك اللغة الإنجليزية. سافر إلى بريطانيا عام 1912 ودرس في مدرسة للمكفوفين. هناك التقى الأناركي بيتر كروبوتكين، الذي لا بد أنه قد أثر في آرائه اللاسلطوية. عاد لاحقًا إلى موسكو عبر باريس واستأنف عمله في الأوركسترا. هناك بدأ في دراسة اللغة اليابانية.
في أبريل 1914، غادر إروشينكو إلى اليابان بسبب اتصالاته بالاسبرانتيين اليابانيين. درس التدليك في مركز مدرسي للمكفوفين في طوكيو، بعد أن علم بسمعتهم في هذه الممارسة. هناك قام بترقية الإسبرانتو بين الطلاب المكفوفين. نُشرت رواياته الأولى باللغة اليابانية هناك. بعد عامين ذهب إلى سيام وحاول إنشاء مدرسة للمكفوفين. لكنه لم ينجح بسبب البيروقراطيين. ذهب إلى بورما، في مولمين، وأنشأ مدرسة للمكفوفين. في نوفمبر 1917، بعد أن علم بالثورة الروسية، ذهب إلى الهند وكان يأمل في العودة إلى روسيا من هناك. لسوء الحظ، اعتقل في كلكتا، باعتباره بلشفيًا روسيًا. في عام 1918 عاد إلى بورما وواصل عمله في مولمين.
على أمل العودة إلى روسيا في المحاولة الثانية، عاد إلى الهند. ثم منعته السلطات البريطانية من الخروج إلى بلاده ووضعت قيد الإقامة الجبرية في كلكتا. نجا من الاعتقال وذهب إلى بومباي، لكن قُبض عليه فيما بعد وأعيد إلى كلكتا. واستنفر لمغادرة الهند. اعتقل على متن سفينة حربية لترحيله إلى اليابان. هرب من السفينة عندما كان في شنغهاي ومن هناك نجح بالعودة إلى روسيا.
خلال صيف عام 1919، عاد إلى اليابان عبر شنغهاي. من خلال فهم جيد للغة اليابانية، كتب إروشينكو العديد من قصص الأطفال بهذه اللغة وأصبح مشهورًا بين المجتمع الأدبي الياباني.  في مايو 1921، بسبب مشاركته النشطة في الاحتجاجات الاشتراكية ومشاركته في المؤتمر الثاني للحزب الاشتراكي الياباني، تعرض إروشينكو للضرب من قبل الشرطة واعتقل. بعد شهر رُحل، وتوجه إلى فلاديفوستوك، الاتحاد السوفيتي.
من عام 1921 إلى عام 1923، ذهب إروشينكو إلى الصين ومكث في هاربن لمدة ثلاثة أشهر أو أقل، ثم في بكين بالصين، حيث قام بتدريس الإسبرانتو. من أكتوبر 1921 إلى فبراير 1922 عمل في معهد اللغات في شنغهاي. كان على اتصال بالكاتب الصيني لو شون، الذي ترجم له مسرحية ومجموعة من القصص الخيالية باللغة الصينية. وقد ظهر إروشينكو في قصة لو القصيرة «كوميديا البط». ألقى محاضرات في جامعة ومدرسة لتدريب المعلمين للنساء في بكين حول الأدب الروسي ومواضيع أخرى.
في عام 1922، شارك في مؤتمر الاسبرانتو الخامس عشر في هلسنكي بفنلندا.
في عام 1923 غادر إروشنكو الصين وقضى ما تبقى من وقته في أوروبا.
في عام 1924 شارك في مؤتمر الاسبرانتو السادس عشر في باريس ومؤتمر الاسبرانتيين المكفوفين في فيينا.
من عام 1924 إلى عام 1927 عمل مترجمًا في الجامعة الشيوعية لكادحي الشرق. ترجم أعمال ماركس وإنجلز ولينين إلى اليابانية. في 1929-1930 سافر إلى تشوكوتكا وأنشأ مدرسة للأطفال المكفوفين. لم ينجح هذا المشروع بسبب قلة عدد الملتحقين به.
من عام 1930 إلى عام 1932، عمل في مدرسة لصانعي الفرشاة المكفوفين في نيجني نوفغورود مدرسًا للرياضيات وطريقة بريل واللغة الروسية. بعد عام عاد إلى موسكو ليعمل مدققًا لغويًا في مطبعة.
في عام 1935 أسس أول مدرسة للأطفال المكفوفين في كوشكا بتركمانستان، وبقي فيها حتى عام 1945. من عام 1946 إلى عام 1948 عمل مدرسًا للغة الإنجليزية في مدرسة للأطفال المكفوفين في موسكو. من عام 1949 إلى عام 1951 عاش وعمل في مدرسة مسائية للمكفوفين في طشقند. في عام 1952 عاد إلى أوبوخيفكا، مسقط رأسه ، وعمل على كتابه الأخير. توفي في 23 ديسمبر ودفن في مقبرة المقاطعة.